# Humberto de Campos
Humberto de Campos è un comune del Brasile nello Stato del Maranhão, parte della mesoregione del Norte Maranhense e della microregione del Lençois Maranhenses.